# Alfred Gilbert
Alfred Carlton Gilbert (13. února 1884, Salem – 24. ledna 1961 Boston) byl americký atlet, který zvítězil na olympijských hrách v roce 1908 ve skoku o tyči.

## Sportovní kariéra
Jako student získal řadu sportovních úspěchů v gymnastice a zápase, na olympiádě v roce 1908 však startoval ve skoku o tyči. Spolu se svým krajanem Edwardem Cookem získal ex aequo zlatou medaili. Vzhledem k dlouhému průběhu závodu souvisejícím s dramatickým průběhem olympijského maratonu rozhodčí rozhodli o nepokračování soutěže a udělili dvě zlaté a tři bronzové medaile. Gilbert rovněž krátkou dobu držel světový rekord ve skoku o tyči výkonem 386 cm z roku 1908.